# レプトン時代
レプトン時代(Lepton epoch)は、初期宇宙の進化において、レプトンが宇宙の質量の大半を占めていた時代である。ビッグバンの後約1秒経ち、ハドロンと反ハドロンの大部分が対消滅してハドロン時代が終わったことで始まった。レプトン時代の間は、宇宙の温度はまだレプトン/反レプトン対が生成されうるほど高く、そのためレプトンと反レプトンは熱平衡にあった。ビッグバンの約10秒後、宇宙の温度はレプトン/反レプトン対がもはや生成されないほど低くなった。大部分のレプトンと反レプトンは少量のレプトンを残して対消滅した。その後、宇宙の質量は、光子に占められるようになり、光子時代が始まった。